# Kyle O’Quinn
Kyle Brandon O’Quinn (ur. 26 marca 1990 w Jamajce) – amerykański koszykarz, występujący na pozycjach silnego skrzydłowego lub środkowego.
W lipcu 2015 został zawodnikiem zespołu New York Knicks. 9 lipca 2018 podpisał umowę z Indianą Pacers.
11 lipca 2019 dołączył do Philadelphia 76ers.

## Osiągnięcia
Stan na 22 listopada 2020, na podstawie, o ile nie zaznaczono inaczej.
- Uczestnik rozgrywek II rundy turnieju NCAA (2012)
- Mistrz turnieju konferencji Mid-Eastern Athletic (MEAC – 2012)
- Zawodnik roku MEAC (2012)[5]
- 2-krotny Obrońca Roku Konferencji MEAC (2011–2012)
- Laureat Lou Henson Award (2012)[6]
- Most Outstanding Player (MOP=MVP) turnieju MEAC (2012)
- MVP turnieju Portsmouth Invitational (2012)
- Zaliczony do:
  - I składu:
    - MEAC (2011, 2012)
    - turnieju:
      - MEAC (2011, 2012)
      - Paradise Jam (2012)

  - II składu MEAC (2010)
- Drużyna Norfolk State Spartans zastrzegła należący do niego numer 10

NBA
- Zaliczony do:
  - II składu letniej ligi - Orlando Pro Summer League (2012)
  - Honorable Mention Team podczas letniej ligi - Orlando Pro Summer League (2013)